# Cyathula divulsa
Cyathula divulsa är en amarantväxtart som beskrevs av Karl Suessenguth. Cyathula divulsa ingår i släktet Cyathula, och familjen amarantväxter. Inga underarter finns listade i Catalogue of Life.